# Marrakech Air Show
Le Marrakech Air Show, anciennement appelé AeroExpo Marrakech, est un salon international consacré à l’aéronautique et au secteur spatial. Il se tient tous les deux ans à la base aérienne militaire de Marrakech, au Maroc, depuis sa première édition en 2008.
Placé sous le Haut Patronage de Sa Majesté le Roi Mohammed VI, le salon est coorganisé par le ministère de l’Industrie et du Commerce, l’Administration de la Défense nationale et la société MEDZ. Il réunit des représentants civils et militaires, des décideurs politiques, ainsi que des entreprises du secteur aéronautique et spatial du monde entier.

## Objectifs
L'événement a pour objectif principal de favoriser les échanges entre les acteurs du secteur, notamment en Afrique, et de renforcer la position du Maroc comme plateforme aéronautique régionale. Il constitue également un espace de présentation des innovations technologiques, de développement des coopérations industrielles, et de promotion de l'investissement.

## Contenu et déroulement
Le salon comprend :

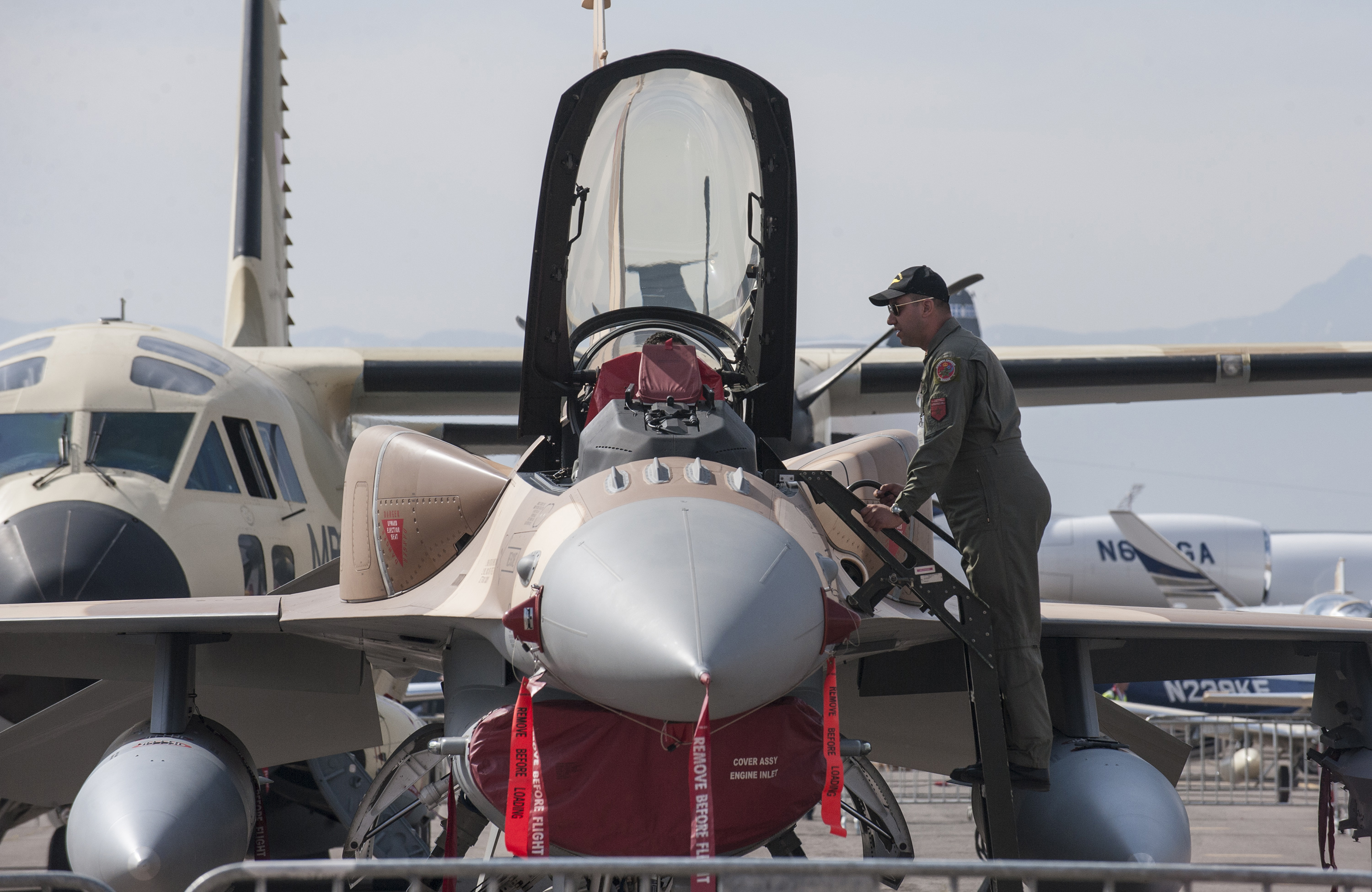
Un chasseur F-16 des Forces Royales Air présenté lors du Marrakech Air Show 2016.

- Des expositions statiques et dynamiques d’aéronefs civils et militaires ;
- Des conférences thématiques et ateliers techniques ;
- Des rencontres B2B entre entreprises, institutions et forces armées ;
- Des démonstrations aériennes, incluant voltige, ravitaillement en vol, largages, et interventions spécialisées (anti-incendie, hélitreuillage, etc.)[3].

Des équipes de voltige étrangères ainsi que la patrouille marocaine « La Marche verte » participent régulièrement aux démonstrations.

## Évolution et éditions
Depuis 2008, le salon connaît une croissance constante en nombre de participants et de pays représentés.
L’édition 2024, tenue du 30 octobre au 2 novembre, a réuni 194 exposants et près de 30 000 visiteurs. Elle a vu la participation de grandes entreprises internationales telles que Airbus, Lockheed Martin, Boeing, Thales, Embraer, Safran, CATIC, Tata Advanced Systems, Pratt & Whitney, Collins Aerospace, General Electric et Air France Industries.
Cette édition a été marquée par la signature de plusieurs accords industriels, dont un partenariat stratégique entre Boeing et le gouvernement marocain pour la création d’un centre de fabrication avancée. Des projets de maintenance et de formation ont également été annoncés, impliquant Embraer et Safran.

## Impact
Le Marrakech Air Show contribue au développement de l’industrie aéronautique au Maroc, notamment à travers la consolidation de l’écosystème industriel dans des zones comme Nouaceur ou Midparc, et favorise l’intégration du Royaume dans les chaînes de valeur mondiales.